# Something for All of Us...
Something for All of Us... – debiutancki album studyjny autorstwa Brendana Canninga wydany 22 lipca 2008 za pośrednictwem wytwórni Arts & Crafts. Album jest drugim z serii "Broken Social Scene Presents" – każdy album z serii jest solowym albumem jednego z członków zespołu (każde z nagrań jest produkowane przez Broken Social Scene). "Hit the Wall" jest pierwszym singlem z albumu i jest dostępny do darmowego ściągnięcia ze strony internetowej wytwórni Arts & Crafts od 5 maja 2008. Album w całości został wydany 22 lipca 2008. Album Canninga jest dostępny w internecie - nie został wydany w wersji namacalnej. 
Album został dobrze przyjęty przez krytykę. Album uzyskał 70 pkt na 100 w serwisie Metacritic. Nagranie otrzymało dobre oceny od The Boston Globe, Almost Cool, Delusions of Adequacy, Billboard i No Ripcord. Album okazał się sukcesem komercyjnym – zajął 17. miejsce na liście Top Heatseekers.

## Spis utworów
1. "Something for All of Us" - 5:34
2. "Chameleon" - 4:52
3. "Hit the Wall" - 4:51
4. "Snowballs & Icicles" - 2:49
5. "Churches Under the Stairs" - 4:20
6. "Love Is New" - 4:07
7. "Antique Bull" - 3:43
8. "All the Best Wooden Toys Are Made in Germany" - 2:53
9. "Possible Grenade" - 4:40
10. "Been at It So Long" - 5:09
11. "Take Care, Look Up" - 5:17
12. "Don't Pull The Strings Back" (utwór bonusowy dostępny na iTunes) - 4:46